# Белвезе (Гар)
Белвезе (фр. Belvézet) насеље је и општина у јужној Француској у региону Лангдок-Русијон, у департману Гар која припада префектури Ним.
По подацима из 2011. године у општини је живело 253 становника, а густина насељености је износила 11,07 становника/km². Општина се простире на површини од 22,86 km². Налази се на средњој надморској висини од 220 метара (максималној 329 m, а минималној 150 m).

## Демографија
| 1962. | 1968. | 1975. | 1982. | 1990. | 1999. | 2011. |
| ----- | ----- | ----- | ----- | ----- | ----- | ----- |
| 92    | 109   | 127   | 159   | 149   | 210   | 253   |

График промене броја становника у току последњих година